# Il leone e il topo

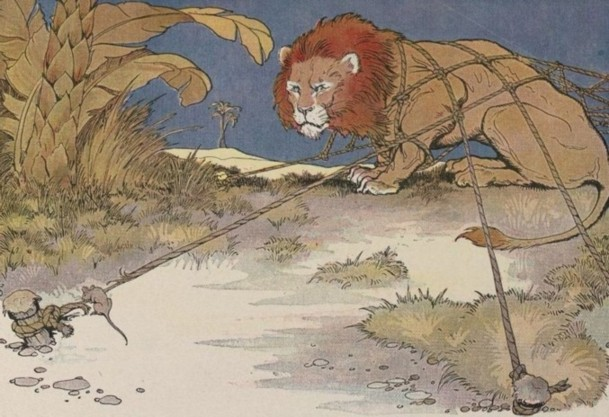
Il leone e il topo, illustrazione di Milo Winter per un'edizione antologica degli scritti di Esopo, 1919.

Il leone e il topo riconoscente è una favola scritta da Esopo, nel VI secolo a.C.
La metafora del racconto è incentrata sull'importanza dell'amicizia, che è un valore fondamentale ed indipendente dal prestigio sociale ed economico delle persone.

## Trama
Un leone cattura un piccolo topo, con la ferma decisione di mangiarlo. Quest'ultimo chiede di risparmiargli la vita, offrendogli in cambio la sua amicizia. Il felino, convinto dal roditore, lo lascia in vita e prosegue per la sua strada, venendo però catturato da un cacciatore e legato ad un cespuglio
Il topo, avvicinatosi di soppiatto, rode le corde che tengono legato il leone, donandogli la libertà.
La morale è: I piccoli amici possono dimostrare grande amicizia.

## Storia
Come altre favole di Esopo, Il leone e il topo riconoscente potrebbe essere stata ripresa da una precedente versione dell'Antico Egitto, trasmessa oralmente.